# ECHO (CIRCRUSH의 노래)
〈ECHO〉는 일본의 보컬로이드 프로듀서(보카로P)인 Crusher-P가 작사 및 작곡하고, Circus-P가 조교 및 마스터링한 노래이다. 2014년 10월 8일에 유튜브와 니코니코 동화를 통해 공개되었고, 다음 날인 10월 9일에 발매되었다. 보컬 음성은 보컬로이드인 메구포이드 구미의 보컬을 사용하였다. 이후, 2015 니코니코 초파티에서는 두 번째 곡으로 ECHO와 울려 퍼져라의 매시업된 버전이 공연되었다. 더 리빙 툼스톤 2017년 버전과 리마스터 2024년 버전이 나오기도 하였다.

## 배경
뮤직 비디오는 2014년 10월 8일에 공개되었고, 10월 9일에는 스트리밍 서비스로 발매되었다. 

## 반응
니코니코 동화에 업로드된 뮤직 비디오는 2015년 7월 10일, 275일 만에 100만 재생수를 기록하여 VOCALOID 전설입성을 달성하였다. 또한, 유튜브에 업로드된 뮤직 비디오는 2024년 4월 22일에 1억 회의 조회수를 돌파하며 유튜브에 업로드된 보컬로이드 곡 중 두 번째로 1억 조회수를 달성한 곡이 되었다. 

## 발매
| 지역    | 날짜            | 형식                   |
| ------- | --------------- | ---------------------- |
| 전 세계 | 2014년 10월 9일 | 음악 다운로드 스트리밍 |

| 지역    | 날짜            | 형식                   |
| ------- | --------------- | ---------------------- |
| 전 세계 | 2017년 5월 31일 | 음악 다운로드 스트리밍 |